# AC Omonia
AC Omonia (grčki: Αθλητικός Σύλλογος Oμόνοιας Λευκωσίας, skraćeno ΑΣΟΛ) ciparski je nogometni klub iz Nikozije, glavnog grada Cipra. Osnovan je 1948. godine i trenutno se natječe u Ciparskoj prvoj diviziji. Jedan je od najtrofejnijih klubova na Cipru, uz APOEL i Anorthosis Famagustu. Omonia je osvojila 21 titulu u nacionalnom prvenstvu, 16 puta kup, 17 puta superkup te 5 puta duplu krunu. U sportskom društvu Omonia osim nogometne, postoji i košarkaška, odbojkaška, malonogometna i biciklistička sekcija.

## Uspjesi
(kao profesionalni nogometni klub)
- Ciparska prva divizija
  - Prvak (21): 1961., 1966., 1972., 1974., 1975., 1976., 1977., 1978., 1979., 1981., 1982., 1983., 1984., 1985., 1987., 1989., 1993., 2001., 2003., 2010., 2021.
- Ciparski nogometni kup
  - Osvajač (16): 1965., 1972., 1974., 1980., 1981., 1982., 1983., 1988., 1991., 1994., 2000., 2005., 2011., 2012., 2022., 2023.
- Ciparski nogometni superkup
  - Osvajač (17): 1966., 1979., 1980., 1981., 1982., 1983., 1987., 1988., 1989., 1991., 1994., 2001., 2003., 2005., 2010., 2012., 2021.

(kao amaterski nogometni klub)
- Prvenstvo Cipra
  - Prvak (4): 1949., 1950., 1951., 1952.
- Kup Cipra
  - Osvajač (5): 1949., 1950., 1951., 1952., 1953.

## Vanjske poveznice
- Službena web-stranica